# With Byrd at the South Pole
With Byrd at the South Pole è un film del 1930 scritto da Julian Johnson.